# Lista de deputados estaduais de Mato Grosso do Sul da 1.ª legislatura
Esta é a lista de deputados estaduais de Mato Grosso do Sul eleitos para a 1.ª legislatura. São relacionados os parlamentares que assumiram o cargo em 1.º de janeiro de 1979, o partido pelo qual foram eleitos e a quantidade de votos que receberam naquela eleição. O mandato expirou em 31 de janeiro de 1983.
Os deputados abaixo listados também integraram a primeira Assembleia Constituinte, que formulou a Carta Magna de 1979. Também há a lista dos suplentes que assumiram durante a legislatura.

## Mesa diretora

### Primeira mesa
Na primeira metade do mandato da mesa diretora, Londres Machado foi eleito presidente.
|  | Cargo               | Nome                                               | Partido |
|  | ------------------- | -------------------------------------------------- | ------- |
|  | Presidente          | Londres Machado                                    | ARENA   |
|  | 1.° Vice-presidente | Cecílio Gaeta                                      | MDB     |
|  | 2.° Vice-presidente | Walter Carneiro                                    | ARENA   |
|  | 1.° Secretário      | Valdomiro Gonçalves (substituiu Horácio Cerzósimo) | ARENA   |
|  | 2.° Secretário      | Getúlio Gideão                                     | ARENA   |

### Segunda mesa
Na segunda metade do mandato da mesa diretora, Valdomiro Gonçalves foi eleito presidente.
|  | Cargo               | Nome                | Partido |
|  | ------------------- | ------------------- | ------- |
|  | Presidente          | Valdomiro Gonçalves | ARENA   |
|  | 1.° Vice-presidente | Rudel Trindade      | ARENA   |
|  | 2.° Vice-presidente | Roberto Orro        | MDB     |
|  | 1.° Secretário      | Zenóbio dos Santos  | ARENA   |
|  | 2.° Secretário      | Onevan de Matos     | ARENA   |
|  | 3.° Secretário      | Sultan Rasslan      | MDB     |

## Lista de parlamentares
|  | Nome                | Partido | Votos nominais | Referências |
|  | ------------------- | ------- | -------------- | ----------- |
|  | Alberto Cubel Brull | ARENA   | 6.617          | [ 3 ]       |
|  | Ary Rigo            | ARENA   | 5.836          | [ 4 ]       |
|  | Cecílio Gaeta       | MDB     | 9.584          | [ 3 ]       |
|  | Getúlio Gideão      | ARENA   | 9.514          | [ 3 ]       |
|  | Horácio Cerzósimo   | ARENA   | 7.109          | [ 5 ]       |
|  | Londres Machado     | ARENA   | 10.266         | [ 6 ]       |
|  | Odilon Nacasato     | MDB     | 6.469          | [ 3 ]       |
|  | Onevan de Matos     | MDB     | 8.897          | [ 7 ]       |
|  | Osvaldo Dutra       | ARENA   | 7.569          | [ 3 ]       |
|  | Paulo Saldanha      | ARENA   | 11.571         | [ 3 ]       |
|  | Ramez Tebet         | MDB     | 14.442         | [ 8 ]       |
|  | Roberto Orro        | MDB     | 6.184          | [ 3 ]       |
|  | Rudel Trindade      | ARENA   | 6.610          | [ 3 ]       |
|  | Sérgio Cruz         | MDB     | 9.095          | [ 9 ]       |
|  | Sultan Rasslan      | MDB     | 8.469          | [ 3 ]       |
|  | Valdomiro Gonçalves | ARENA   | 9.427          | [ 10 ]      |
|  | Walter Carneiro     | ARENA   | 6.238          | [ 11 ]      |
|  | Zenóbio dos Santos  | ARENA   | 6.199          | [ 12 ]      |

## Lista de suplentes que assumiram durante a legislatura
| Nome                   | Partido | Referências |
| ---------------------- | ------- | ----------- |
| Arthur Jorge do Amaral | ARENA   | [ 2 ]       |
| Eduardo Contar Filho   | ARENA   | [ 2 ]       |
| Manfredo Corrêa        | ARENA   | [ 2 ]       |